# Rhithrodytes dorsoplagiatus
Rhithrodytes dorsoplagiatus là một loài bọ cánh cứng trong họ Bọ nước. Loài này được Fairmaire miêu tả khoa học năm 1880.